# High Ercall
High Ercall är en by i Telford and Wrekin i Shropshire i England. Byn är belägen 11 km 
från Shrewsbury. Orten har 663 invånare (2016). Byn nämndes i Domedagsboken (Domesday Book) år 1086, och kallades då Archelou.